# Plays Metallica by Four Cellos
| Críticas profissionais | Críticas profissionais |
| Avaliações da crítica  | Avaliações da crítica  |
| Fonte                  | Avaliação              |
| ---------------------- | ---------------------- |
| allmusic               | [ 1 ]                  |
| Metal Storm            | [ 2 ]                  |

Plays Metallica by Four Cellos é o álbum de estreia da banda finlandesa Apocalyptica, lançado em 1996. Trata-se de um álbum cover da banda de thrash metal estadunidense Metallica, tocado por violoncelos. A banda foi convidada a gravar o álbum pelo funcionário de uma gravadora após um show de 1995 no qual tocaram algumas das canções. Os membros estavam inicialmente desconfiados, achando que ninguém ouviria o disco, mas o funcionário insistiu e eles acabaram gravando.

## Faixas
| N.º            | Título                    | Compositor(es)                    | Duração |  |
| 1.             | "Enter Sandman"           | Hetfield, Ulrich, Hammett         | 3:41    |  |
| 2.             | "Master of Puppets"       | Burton, Hetfield, Ulrich, Hammett | 7:17    |  |
| 3.             | "Harvester of Sorrow"     | Hetfield, Ulrich                  | 6:15    |  |
| 4.             | "The Unforgiven"          | Hetfield, Ulrich, Hammett         | 5:23    |  |
| 5.             | "Sad But True"            | Hetfield, Ulrich                  | 4:48    |  |
| 6.             | "Creeping Death"          | Burton, Hetfield, Ulrich, Hammett | 5:08    |  |
| 7.             | "Wherever I May Roam"     | Hetfield, Ulrich                  | 6:09    |  |
| 8.             | "Welcome Home Sanitarium" | Hetfield, Ulrich, Hammett         | 5:50    |  |
| Duração total: | Duração total:            | Duração total:                    | 43:24   |  |

## Membros
- Eicca Toppinen - Violoncelo
- Paavo Lötjönen - Violoncelo
- Antero Manninen - Violoncelo
- Max Lilja - Violoncelo